# Katt Shea
Katt Shea (Detroit, 9 ottobre 1957) è un'attrice, regista e sceneggiatrice statunitense.

## Biografia
Katt Shea ha studiato presso l'Università del Michigan. La sua carriera nel mondo del cinema ha iniziato come attrice, nel 1980, in piccoli ruoli, interpretando anche una piccola parte in Scarface e un ruolo secondario in Psycho III, a metà degli anni '80, ma partecipando perlopiù a produzioni a carattere commerciale. Nel 1986 ha fatto il suo debutto come sceneggiatrice con il film The Patriot, cui ha fatto seguito, l'anno successivo, il debutto alla regia con il thriller Stripped to Kill. Di quasi tutti i film da lei diretti, ha scritto la sceneggiatura.

## Filmografia

### Attrice
- The Asphalt Cowboy - Film TV (1980)
- My Tutor, regia di George Bowers (1983)
- Scarface, regia di Brian De Palma (1983)
- Preppies, regia di Chuck Vincent (1984)
- R.S.V.P., regia di Lem Amero - Film TV (1984)
- Hollywood Hot Tubs, regia di Chuck Vincent (1984)
- The Devastator (1985)
- La regina dei barbari (Barbarian Queen), regia di Héctor Olivera (1985)
- Psycho III, regia di Anthony Perkins (1986)
- Last Exit to Earth, regia di Katt Shea - Film TV (1996)
- Carrie 2 - La furia, regia di Katt Shea (1999)

### Regista
- Stripped to Kill (1987)
- Stripped to Kill 2: Live Girls (1989)
- Dance of the Damned (1989)
- Streets (1990)
- La mia peggiore amica (Poison Ivy) (1992)
- Joe Bob's Drive-In Theater - Serie TV, una puntata (1994)
- Last Exit to Earth - Film TV (1996)
- Carrie 2 - La furia (1999)
- Sharing the Secret - Film TV (2000)
- Sanctuary - Film TV (2001)
- Nancy Drew e il passaggio segreto (Nancy Drew and the Hidden Staircase) (2019)
- Agente speciale Ruby (Rescued by Ruby) (2022)

### Sceneggiatrice
- The Patriot, regia di Frank Harris (1986)
- Stripped to Kill, regia di Katt Shea (1987)
- Stripped to Kill 2: Live Girls, regia di Katt Shea (1989)
- Dance of the Damned, regia di Katt Shea (1989)
- Streets, regia di Katt Shea (1990)
- La mia peggiore amica (Poison Ivy), regia di Katt Shea (1992)
- Dance with Death (1992)
- Rumble in the Streets (1996)
- Last Exit to Earth, regia di Katt Shea - Film TV (1996)
- Sanctuary, regia di Katt Shea - Film TV (2001)